# Tabel van gemeenten in Limburg (Nederland)
Hieronder staat een tabel van alle gemeenten in de Nederlandse provincie Limburg, gerangschikt naar inwoneraantal en landoppervlakte.
| Gemeente               | Inwoners | Landoppervlakte (km²) | Grootste plaatsen                                                                       | Locatie        |
| ---------------------- | -------- | --------------------- | --------------------------------------------------------------------------------------- | -------------- |
| Beek                   | 16.216   | 21,03                 | Genhout, Geverik, Neerbeek, Spaubeek                                                    | Kaart gemeente |
| Beekdaelen             | 35.892   | 78,30                 | Nuth, Schinveld, Hulsberg, Oirsbeek, Schimmert, Amstenrade, Schinnen                    | Kaart gemeente |
| Beesel                 | 13.393   | 27,99                 | Beesel, Offenbeek                                                                       | Kaart gemeente |
| Bergen (L.)            | 13.151   | 103,24                | Afferden, Siebengewald, Well                                                            | Kaart gemeente |
| Brunssum               | 27.773   | 17,25                 | Brunssum                                                                                | Kaart gemeente |
| Echt-Susteren          | 32.037   | 103,07                | Echt, Nieuwstadt, Pey, Susteren                                                         | Kaart gemeente |
| Eijsden-Margraten      | 26.034   | 77,55                 | Banholt, Cadier en Keer, Eijsden, Gronsveld, Margraten, Mheer, Noorbeek, Sint Geertruid |                |
| Gennep                 | 17.790   | 47,62                 | Gennep, Heijen, Milsbeek, Ottersum                                                      | Kaart gemeente |
| Gulpen-Wittem          | 14.056   | 73,18                 | Gulpen (gemeentehuis), Wijlre                                                           | Kaart gemeente |
| Heerlen                | 87.498   | 44,94                 | Stadsdelen: Heerlerbaan, Heerlerheide, Hoensbroek                                       | Kaart gemeente |
| Horst aan de Maas      | 43.923   | 188,73                | Grubbenvorst, Horst, Meerlo, Sevenum, Swolgen, Tienray                                  | Kaart gemeente |
| Kerkrade               | 45.302   | 21,91                 | Kerkrade                                                                                | Kaart gemeente |
| Landgraaf              | 37.105   | 24,58                 | Landgraaf, Nieuwenhagen, Schaesberg, Ubach over Worms                                   | Kaart gemeente |
| Leudal                 | 36.018   | 162,73                | Heythuysen, Haelen, Horn, Neer, Roggel                                                  | Kaart gemeente |
| Maasgouw               | 24.404   | 45,71                 | Heel, Linne, Maasbracht                                                                 | Kaart gemeente |
| Maastricht             | 125.203  | 55,99                 | Maastricht                                                                              | Kaart gemeente |
| Meerssen               | 18.568   | 26,96                 | Meerssen, Bunde, Ulestraten                                                             | Kaart gemeente |
| Mook en Middelaar      | 8.153    | 17,38                 | Molenhoek, Mook                                                                         | Kaart gemeente |
| Nederweert             | 17.492   | 99,98                 | Nederweert, Ospel                                                                       | Kaart gemeente |
| Peel en Maas           | 45.551   | 159,37                | Baarlo, Helden, Kessel, Maasbree, Panningen                                             |                |
| Roerdalen              | 20.806   | 88,21                 | Posterholt, Herkenbosch, Melick, Sint Odiliënberg, Montfort, Vlodrop                    | Kaart gemeente |
| Roermond               | 60.749   | 60,81                 | Roermond, Swalmen, Herten, Maasniel                                                     | Kaart gemeente |
| Simpelveld             | 10.252   | 16,03                 | Bocholtz, Simpelveld                                                                    | Kaart gemeente |
| Sittard-Geleen         | 92.624   | 79,01                 | Born, Geleen, Grevenbicht-Papenhoven, Limbricht, Munstergeleen, Sittard                 | Kaart gemeente |
| Stein                  | 24.748   | 21,08                 | Berg aan de Maas, Elsloo, Stein, Urmond                                                 | Kaart gemeente |
| Vaals                  | 10.120   | 23,89                 | Lemiers, Vaals, Vijlen                                                                  | Kaart gemeente |
| Valkenburg aan de Geul | 16.425   | 36,73                 | Berg, Broekhem, Houthem, Schin op Geul, Sibbe, Valkenburg                               | Kaart gemeente |
| Venlo                  | 103.785  | 124,25                | Arcen, Belfeld, Blerick, Tegelen, Velden, Venlo                                         | Kaart gemeente |
| Venray                 | 44.668   | 163,27                | Blitterswijck, Leunen, Oostrum, Venray, Wanssum, Ysselsteyn                             | Kaart gemeente |
| Voerendaal             | 12.378   | 31,51                 | Klimmen, Kunrade, Ransdaal, Ubachsberg, Voerendaal                                      | Kaart gemeente |
| Weert                  | 51.060   | 104,32                | Stramproy, Weert                                                                        | Kaart gemeente |

Drenthe · Flevoland · Friesland · Gelderland · Groningen · Limburg · Noord-Brabant · Noord-Holland · Overijssel · Utrecht · Zeeland · Zuid-Holland